# 玉川奈々福
玉川 奈々福（たまがわ ななふく、7月19日 - ）は、曲師出身の浪曲師である。日本浪曲協会理事（2012年就任）および落語芸術協会所属。

## 来歴
神奈川県横浜市生まれ。
清泉女学院中学高等学校を経て、上智大学文学部卒業後、短歌専門出版社、新潮社アルバイト、筑摩書房編集者として勤務する。筑摩書房勤務時に『志ん朝の落語』の編集に携わった。
日本浪曲協会主宰の浪曲三味線教室に1994年に参加し、玉川美穂子の芸名で曲師として活動する。2001年には師匠・二代目玉川福太郎の勧めにより浪曲師としても修行し「玉川美穂子」の名前を受ける。現在の芸名「玉川奈々福」に改めた2006年12月から披露目興行を各会場で行う。2012年より日本浪曲協会理事、2013年8月の初出演よりNHK東西浪曲大会、「NHK浪曲特選・夏」（2014年7月）に出演。

## 活動
2023年現在は浪曲師としての活動が中心であるが、曲師として演ずる事もある。木馬亭などの日本浪曲協会主催の会に出演するほか、浪曲イベントのプロデューサーとして自らの独演会や各種浪曲イベントを多数企画し客前に立つ。 舞台にかける演題は、古典はもとより新作浪曲を多数、書き上げている。
浪曲界から同じ日本の古典芸能である落語・講談・文楽へ場を広げ、また楽器も琵琶・篠笛・尺八と合わせたり、和妻・日舞・オペラ・パンソリなど他ジャンルの芸能・音楽との#交流を多岐にわたって行う。その一例として能楽師・安田登と組み、日本の伝統的「語り」のコラボレーションの試みとして、夏目漱石の『夢十夜』『吾輩は猫である』、小泉八雲の『耳なし芳一』『雪おんな』などを各地で口演（2014年より）。
また一般人を対象として、2011年より浪曲講座の講師を務める。

### 浪曲師として
2001年11月に浪曲師として初舞台を踏むと、以後、浪曲師と曲師の両方で活動を重ね、浅草・木馬亭でネタおろしの単独勉強会『おはようライブ〜ほとばしる浪花節〜』を始める（2015年時点で継演）。玉川奈々福に改名した2006年より美術作家・深堀隆介の製作による金魚をあしらったテーブル掛けになる。写真家・森山大道を特集したNHKドキュメンタリー番組で浪曲『新宿お七』を披露（2009年）。
2014年11月より渋谷ユーロライブにて『渋谷らくご』に定期出演。2015年9月、上方落語定席『天満天神繁昌亭・昼席』に東京の浪曲師として初出演。
2015年4月から12月にかけて『玉川奈々福の浪曲破天荒列伝』を開催（計5回、木馬亭。ゲスト出演：松尾貴史、松元ヒロ、立川談四楼、橘右之吉、春風亭昇太）。
2018年5月に初CDを発表。浪曲を聞かせる三味線ユニットを組んだり、漫才と浪曲の組み合わせ、イタリアオペラに語り役で#客演したり、義太夫節と#共演するほか分野を越えた活動をし、製作も担当してきた。アニメや小説を浪曲に書き起こしたり長編の演目を複数回の公演に分けず一挙に口演するなど浪曲師の面と、琵琶との共演に応じたように演奏家（曲師）の両面で活動する。
文化庁文化交流使に任ぜられると、曲師の沢村美舟（現：広沢美舟）とともに2018年初夏からおよそ6週間、ヨーロッパほか7ヵ国を歴訪し、各国で浪曲を口演したり訪問地で民族音楽演奏家と交流を深める。帰国後、交流の体験を述べた（東京大学伊藤謝恩ホール）。
能楽師の安田登が率いる演劇「イナンナの冥界下り（めいかいくだり）」の海外海外公演とともにイギリスほかリトアニアで巡演、2018年に初めて中国で演じた。2021年11月現在の相三味線（あいじゃみせん）は、曲師の最高峰、沢村豊子。
浪曲師として2019年2月、初めて能舞台で演じた（銀座・観世能楽堂）。
落語芸術協会の定席興行にも客演していたが、2024年5月に三代目広沢菊春、国本はる乃とともに落語芸術協会の会員（瀧川鯉昇門下）として加入した。芸協出演にあたり出囃子は入会直後は特に定めていなかったが、お囃子連といくつかの候補を使った結果、同年7月に「京鹿子娘道成寺」の演中に使われる長唄の「チンチリレンの合方」に定めている。

### ユニット
曲師の沢村豊子、玉川みね子、沢村さくら等と浪曲三味線にスポットを当てた三味線ユニット『しゃみしゃみいず』の活動を2004年に開始。2007年より関西の若手女流浪曲師の菊地まどか、春野恵子とともにユニット「浪曲乙女組！」を結成、浅草・木馬亭を皮切りに東西で公演を開始した。2010年10月、春野とユニット『あとまわシスターズ』を組み「浪曲タイフーン！」公演を始めている。2014年7月、江戸型染作家・小倉充子と共に、三味線語りの会「夜の宴」を3回連続で開催。

### 一挙口演
長編一挙口演は2008年に始めており、小沢信男原作の新作浪曲『悲願千人斬りの女』を浅草公会堂にかける。2010年12月の独演会で長編浪曲『銭形平次捕物控 雪の精』前後編1時間半を口演し、同作を2012年11月にカメリアホールにて再演、三演は2014年12月である（木馬亭）。

### 浪曲の普及活動
2013年3月、インターネットラジオ『玉川奈々福のほとばしるラジオ！』を開始（計7回配信）。5月よりライブハウスで浪曲講座（『ガチンコ浪曲講座』）全3回を行うと、9月に京都造形芸術大学非常勤講師となる。2015年6月、ライブストリーミング・チャンネルDOMMUNEにおける番組「浪曲DOMMUNE」のDJを務めた。
2018年に初めて中国の上海市と蘇州市、北京市で公演すると、5月27日から7月10日まで文化庁文化交流使として、曲師の沢村美舟とともにイタリア、スロベニア、オーストリア、ハンガリー、ポーランド、キルギス、ウズベキスタンを来訪、各国で浪曲を口演、また各地の民族音楽と交流を深めた。帰国後の報告会「文化庁文化交流使フォーラム」開会の部では、自作『浪曲シンデレラ』を語った。

### 弟子
元弟子
- 玉川奈みほ - 浪曲師、2024年7月10日付で高座名を返上[20]。玉川絹華と改名し玉川みね子預かりとなる[21]。

## 翻案
原作から浪曲に起こした作品は寺山修司原作『新宿お七』（2009年）、高畑勲監督原作スタジオジブリの『平成狸合戦ぽんぽこ』（武蔵野芸能劇場）。2012年にはまた明治から昭和に活躍した浪曲名人のリスニング・イベント『爆音傑作浪曲会』をシリーズで開催する。

## 製作者として
2004年に『玉川福太郎の徹底天保水滸伝』全5回をプロデュース（ゲスト出演：小沢昭一、井上ひさし、澤田隆治、なぎら健壱、平岡正明）。翌2005年には『玉川福太郎の浪曲英雄列伝』をプロデュース（全5回）。「義太夫節と浪花節の会」では、文楽（人形浄瑠璃）の竹本千歳大夫と鶴澤清二郎を迎え、前例の無い集いを製作した（2010年9月）。東西講釈師の神田愛山・旭堂南海の二人会のプロデュースは2011年4月である。2014年7月、能と女流義太夫と浪曲とのコラボレーション口演「のう、じょぎ、ろう！」（木馬亭）の制作を担当、出演。
パンソリの安聖民（アンソンミン）を招いて2013年2月に『浪曲からパンソリへ、パンソリから浪曲へ〜半島と列島を結ぶ芸能の道、路上の声〜』と題した公演を行った。同じ2013年3月には白血病から復帰した浪曲師・幸いってんの復帰を祝う『東西浪曲若手競演』の会にて製作を手がける。

## 客演
2006年に映画『ナミイと唄えば』に招かれる（本橋成一監督作品）。
オペラはヴェルディ作『椿姫』に狂言回し（語り部）としてオーケストラと競演。プッチーニ作『蝶々夫人』にも語り部で出演する（2011年11月、浅草公会堂）。
琵琶デュオ（後藤幸浩、水島結子）の企画に招待され、浪曲と琵琶とのコラボレーション「音曲百人一首」を披露（上野の森美術館公演、2011年12月）。
能楽師ワキ方・安田登主催のプロジェクトに参加し世界最古の神話「イナンナの冥界下り」に語りと三味線で参加（初演2015年6月、山のシューレ（那須・二期倶楽部））、再演はセルリアンタワー能楽堂（同年11月）。

## 演目

### 古典演目
- 『天保水滸伝』[24]より
  - 「平手の駆けつけ」、「鹿島の棒祭」
- 『寛永三馬術』より「愛宕山梅花の誉」「曲垣と度々平」「大井川乗り切り」「筑紫市兵衛[注釈 8]
- 『甚五郎旅日記』[注釈 9]より
  - 「掛川宿」、「小田原の猫餅」
- 『慶安太平記』[注釈 10]より
  - 「牧野弥右衛門の駒攻め」、「善達三島宿」、「正雪と謡屋」
- 『赤穂義士銘銘伝』より
  - 「俵星玄蕃」[注釈 11]
- 『清水次郎長伝』より
  - 「お民の度胸」[注釈 12]、「石松金毘羅代参」[注釈 13]
- 『国定忠治』より
  - 「忠治山形屋」[注釈 14]
- 『茶碗屋敷』[注釈 15]
- 『陸奥間違い（むつまちがい）』[注釈 16]
- 『団十郎と馬の足』[注釈 17]
- 『仙台の鬼夫婦』[注釈 18]
- 『阿漕が浦』（あこぎがうら）：諺（ことわざ）を用いた作品。日向佐伯氏に伝わる龍女の刀をめぐり、伊勢国を舞台にした物語[注釈 19]。
- 『塩原多助　円次殺し』[注釈 20]
- 『亀甲縞の由来』[注釈 21]
- 『源太しぐれ』
- 『梅ケ谷江戸日記』

など

### 新作浪曲
玉川奈々福作
- 浪曲シンデレラ[11][44]
- 金魚夢幻（きんぎょゆめまぼろし[注釈 22]
- 悲願千人斬りの女（小沢信男原作）[11]
- 新宿お七（寺山修司原作）[11]
- 浪曲・平成狸合戦ぽんぽこ（スタジオジブリ作品原作[45]）
- 放蕩一代息子（山田洋次原作）
- 椿太夫の恋（アレクサンドル・デュマ・フィス原作「椿姫」改題）
- 昭憲皇太后（2014年4月に口演、明治神宮に奉納）
- 浪花節更紗（なにわぶしさらさ：正岡容原作）[46]
- 置土産（正岡容原作）[47]
- 彼と小猿七之助（川口松太郎原作）
- 豊子と奈々福の浪花節更紗

その他
- 銭形平次捕物控 雪の精（野村胡堂原作、大澤初一（国友忠）脚色）
- 明治天皇（志賀志那人原作、上野竹次郎増補、玉川奈々福脚色）
- 日蓮上人御伝記 七面天女（木村学司作）

### 企画プロデュース
- 玉川福太郎の徹底天保水滸伝（全5回）
- 玉川福太郎の浪曲英雄列伝（全5回）
- しゃみしゃみいず：沢村豊子、玉川みね子、沢村さくら等と曲師のユニット。
- 浪曲乙女組！
- 義太夫節と浪花節の会
- 浪曲タイフ〜ン！：春野恵子と「あとまわシスターズ」[1]
- 銭形平次捕物控 雪の精　長編浪曲一挙口演の会
- 神田愛山・旭堂南海二人会　悪党物語長講一席二日連続公演
- 天にとどろけ、地に響け！ 浪曲の魂　大利根勝子 in 木馬亭
- 今日はとことん　清水次郎長伝！
- 爆音傑作浪曲会
- 悲願千人斬りの女　長編浪曲一挙口演の会
- 笑う浪花節 vs. 泣く浪花節
- 講釈と浪曲でつづる　今日はとことん天保水滸伝
- 浪曲からパンソリへ、パンソリから浪曲へ〜半島と列島を結ぶ芸能の道、路上の声〜
- 祝・幸いってん舞台復帰！ 東西浪曲若手競演
- 玉川奈々福の浪曲破天荒列伝（全5回）

など　

### 出演映画
- 本橋成一監督『ナミイと唄えば』
- 田島空監督『噂の玉川奈々福　キネマ更紗』（ドキュメンタリー）
- 川上アチカ監督『絶唱浪曲ストーリー』（ドキュメンタリー）

### 過去の出演番組
- 「NHK東西浪曲特選」NHK・Eテレ
- 「浪曲十八番」NHKラジオ
- 「ETV特集  犬の記憶〜森山大道・写真への旅〜」NHK教育
- 「大沢悠里のゆうゆうワイド」TBSラジオ
- 「つながるラジオ」NHKラジオ第1放送
- 「おはよう浪曲」ABCラジオ
- 「柳家権太楼の演芸図鑑」NHK総合
- 「バラエティー生活笑百科」（NHK総合テレビ、2018年12月1日）
- 「SWITCHインタビュー 達人達 ｰ 映画監督・周防正行×浪曲師・玉川奈々福」[48]
- 「高田文夫のラジオビバリーヒルズ」（ニッポン放送、2020年12月2日）
- 「武田鉄矢の昭和は輝いていた『待ってました名調子！浪曲・浪花節』」（2022年1月21日、BSテレ東）

## 主な作品

### CD、DVD
- 『ほとばしる浪花節！ 玉川奈々福の寛永三馬術：曲垣と度々平/大井川乗り切り』
  - DVD版『ほとばしる浪花節 玉川奈々福ライブ! 』玉川奈々福（出演）、アスペクト比1.78:1、カラー、ワイドスクリーン、57分。クエスト、2018年9月、EAN 4941125080019、ASIN B07F7V1WNT。
- 『舞いよ舞え・恋々芝居・銭形平次捕物控玉川奈々福殺人事件』2019年6月19日、日本コロムビア（COCA-17640）、国立国会図書館書誌ID:029653706、全国書誌番号:23277822。
  - 収録内容（部分）： (4) 恋々芝居 (オリジナル・カラオケC#m)、(5) 浪曲「銭形平次捕物控玉川奈々福殺人事件」。

### 著作
- 『浪花節で生きてみる!』（さくら舎）2020年12月、ISBN 978-4865812749、全国書誌番号:23476302。

- 『語り芸パースペクティブ かたる・はなす・よむ・うなる』編著（晶文社）2021年3月、ISBN 978-4794972576、全国書誌番号:23510287
  - 「語り芸の水脈」篠田正浩（述）
  - 「節談説教」廣陵兼純、釈徹宗（述）
  - 「ごぜ唄、説経祭文」渡部八太夫、萱森直子（述）
  - 「義太夫節」豊竹呂勢太夫、鶴澤藤蔵、児玉竜一（述）
  - 「講談」神田愛山、旭堂南海（述）
  - 「女流義太夫」竹本駒之助、鶴澤寛也、児玉竜一（述）
  - 「能」安田登、槻宅聡（述）
  - 「上方落語」桂九雀、小佐田定雄（述）
  - 「浪曲」澤孝子、玉川奈々福、稲田和浩（述）
  - 「落語」三遊亭萬橘、和田尚久（述）
  - 「ラップと謡」安田登、いとうせいこう（述）

### 雑誌寄稿
- 玉川 奈々福「around100歳の肖像 合わせて百八十三歳! 夫婦で浪曲の舞台に挑む。浪曲師 91歳 玉川桃太郎 曲師 92歳 玉川祐子」『東京人』第30巻通号359※、2015年10月、90-95頁。※＝号数はNDLデータママ。
- 「対談 浪曲いいねぇ」『東京人』第32巻2号（通号380）、2017年2月、16-25頁。
- 玉川 奈々福「悲劇喜劇」第70巻5（通号788）、2017年9月。
- 釈 徹宗、玉川 奈々福（著）、みずほ総合研究所（編）「（第59回）常に新機軸を打ち出すのが、「浪曲」という芸能なんです。」」『Fole』第182号、2017年11月、26-30頁。
- 千葉 望「現代の肖像 浪曲師 玉川奈々福 浪曲を今に生きる大衆芸能に」『AERA = アエラ』第31巻43号（通号1700号）、2018年9月、56-61頁。
- 中島 京子、玉川 奈々福「（第35回）いま、なぜ浪曲が求められているのか。 玉川奈々福（浪曲師）」『本の窓』第42巻第8号（通号389号）、2019年9・10月、20-27頁。
- 玉川 奈々福（著）、明治神宮国際神道文化研究所（編）（編）「浪花節、欧州・中央アジアをゆく!」『神園』第22号、2019年11月、38-45頁。掲載誌別題『Journal of the Meiji Jingu Research Institute』。
- 「薬問屋さんの薬箪笥」『喬太郎のいる場所 : 柳家喬太郎写真集』CCCメディアハウス、2020年7月。
- 玉川 奈々福『己の誠はどこにある。 : 自粛で問われた芸の真髄（特集 緊急事態宣言下のまち。 : 2020春、東京の記録）』 35巻、第9号（通号428）、都市出版、2020年8月、52-55頁。CRID 1520573330428379392。ISSN 0912-0173。
- 「（第7回）講談、浪曲。語りましょう、「話芸」のツボ」『婦人公論』第105巻第17号（通号1547）、婦人公論社、2020年8月、102-107頁。

## 受賞歴ほか
- 2012年7月 - 明治神宮における「明治天皇百年祭」にて浪曲『明治天皇』を披露[要出典]。
- 2014年4月 - 明治神宮の昭憲皇太后百年祭にて、オリジナル浪曲「浪曲　昭憲皇太后」を製作、口演、奉納[要出典]。
- 2019年 - 第11回伊丹十三賞[49]
- 2021年12月 - 第30回コムソフィア賞　長野智子と共に受賞（共催＝母校上智大学同窓ソフィア会、マスコミ・ソフィア会、後援＝上智大学[52]）

## 関連資料
本文の典拠ではないもの。項目名ごとに発行年順。
作品の解説（古典）
- 「お民の度胸」にはアニメ版[57]もある。
- 『源太しぐれ』は1930年代に流行歌にもなった[58]。
- 講談版の『寛永三馬術』は一竜斎貞心による[59][60]。